# ヨン・オイガーデン
ヨン・オイガーデン（Jon Øigarden）は、ノルウェーの俳優。

## 出演作品

### 映画
- ニンジャ:インポッシブル Kommandør Treholt & Ninjatroppen (2010)
- 私立探偵ヴァルグ/闇に紛れた狼 Varg Veum – I mørket er alle ulver grå (2011)
- ファイティング・ダディ 怒りの除雪車 Kraftidioten (2014)
- 7月22日 22 July (2018)
- ロード・オブ・カオス Lords of Chaos (2018)

### テレビシリーズ
- 北欧サスペンス「ジャーナリスト事件簿」～匿名の影～ Mammon (2014-2016) 計14話出演
- バイキング Vikingane (2016-)